# Андич, Марко
Марко Андич (серб. Марко Андић; род. 14 декабря 1983 года, Пожега, СФРЮ) — сербский футболист, правый защитник клуба «Ударник» (Вишневац).

## Клубная карьера
Марко начал карьеру в клубе «Севойно». После двух сезонов в Сербии перешёл в бельгийский «Льерс». После окончания сезона 2006/07 присоединился к «Локерену». В 2008 году подписал контракт с клубом «Видеотон», с которым стал чемпионом Венгрии в сезоне 2010/11. В 2011 году перешёл в кипрский «Анортосис».

## Достижения
- Чемпион Венгрии: 2010/11